# آمرزش‌خوانی (فیلم ۱۹۹۵)
«آمرزش‌خوانی» (انگلیسی: Requiem (1995 film)) یک فیلم است که در سال ۱۹۹۵ منتشر شد. از بازیگران آن می‌توان به تاملین تومیتا و برندا سونگ اشاره کرد.